# Benjamin Heisenberg
Benjamin Heisenberg (Tubinga, 9 giugno 1974) è un regista e sceneggiatore tedesco.

## Filmografia parziale

### Regista
- Am See (2001)
- Schläfer (2005)
- Il rapinatore (Der Räuber) (2010)
- Über-Ich und Du (2014)

### Sceneggiatore
- Am See (2001)
- Milchwald (2003)
- Schläfer (2005)
- Il rapinatore (Der Räuber) (2010)
- Über-Ich und Du (2014)